# Kabupaten de Barito du Sud
Le kabupaten de Barito du Sud  (Kabupaten Barito Selatan, en indonésien) est une subdivision d'Indonésie, l'un des treize kabupatens qui constituent la province de Kalimantan central. Son chef-lieu est Buntok. En 2010, sa population est estimée à 123 796 habitants.

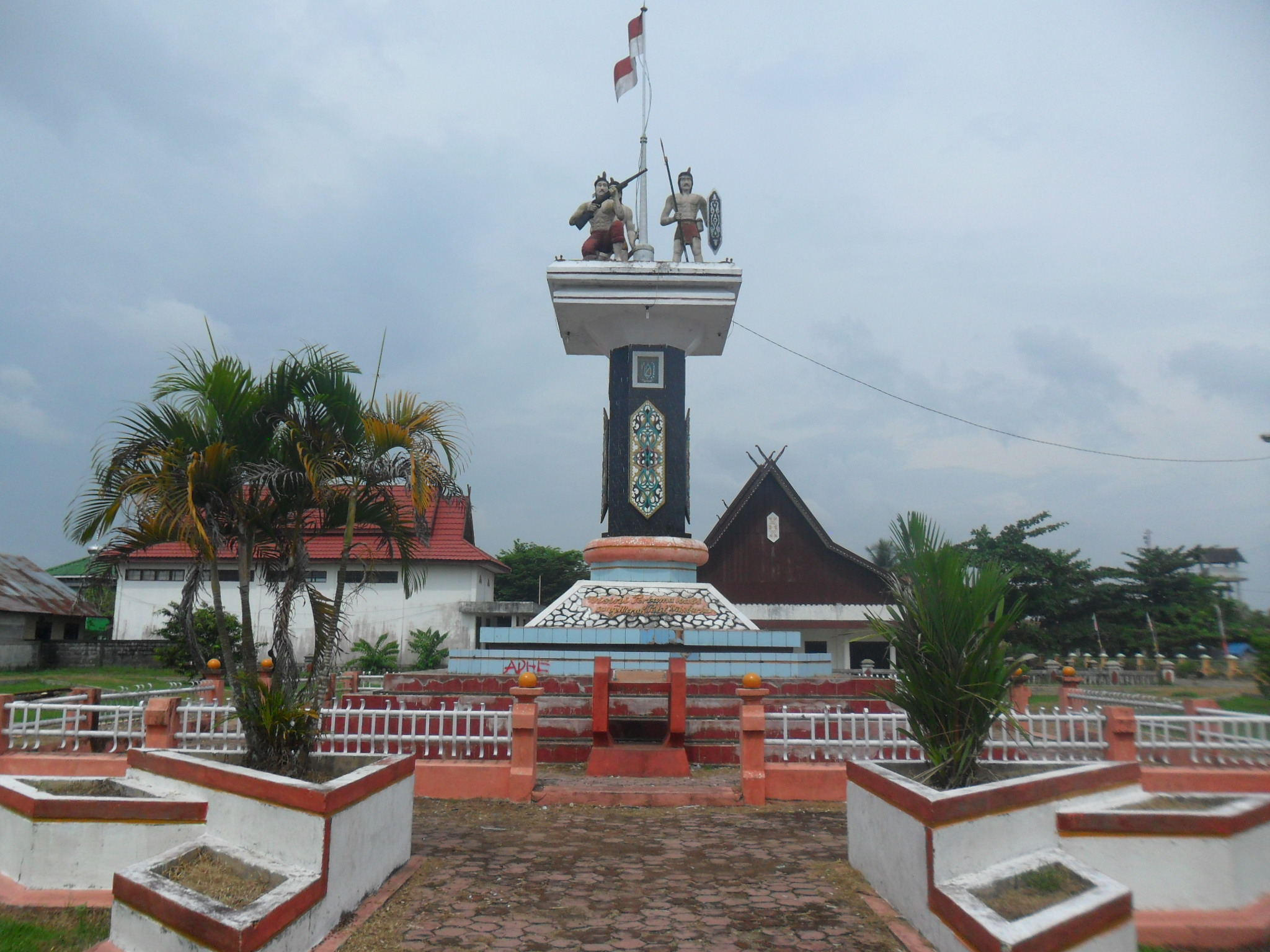
Un monument à Buntok, régence sud de Barito

## Géographie

### Subdivisions
Le kabupaten est constitué de six kecamatans : 
- Dusun Selatan ;
- Dusun Utara ;
- Karau Kuala ;
- Gunung Bintang Awai ;
- Jenamas ;
- Dusun Hilir.

## Sources
- (id) Cet article est partiellement ou en totalité issu de l’article de Wikipédia en indonésien intitulé « Kabupaten Barito Selatan » (voir la liste des auteurs).